# Дадиани, Цотнэ
Цотнэ Дадиани (груз. и мегр. ცოტნე დადიანი; ум. около 1260) — владетельный князь (мтавар) Одиши (Мегрелии), святой Грузинской православной церкви (1999).

## Происхождение
Сын владетельного князя Шергила, брат князя Вардана III.

## Биография
Дата рождения неизвестна. Изображён, вместе со своим отцом Шергилом, на фреске церкви в городе Хоби. Во время de facto междуцарствия 1245—1250 был регентом западной части Грузинского царства совместно с князем Рачи. После смерти своего брата Вардана III стал полноправным Князем Одиши (Мегрелии).

## Подвиг

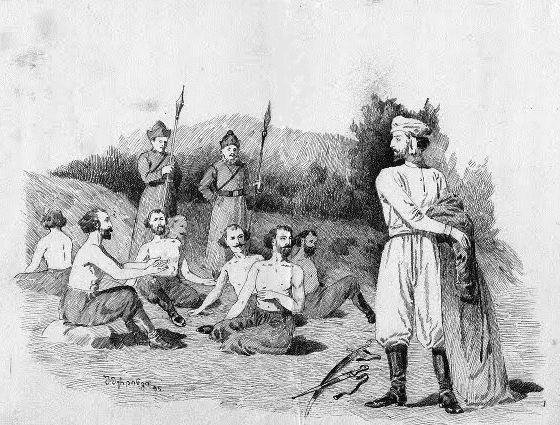
«Подвиг Цотнэ Дадиани», Гравюра О. И. Шмерлинга, 1895

Около 1245 года Цотнэ Дадиани с другими грузинскими князьями собрались в Кохтастави, Джавахетия, для обсуждения организации антимонгольского восстания. Согласно анонимной грузинской хронике XIV в., Цотнэ покинул встречу раньше других князей, которые были схвачены монголами и привезены в Ани. Заговорщики не признавали своей вины и уверяли монголов, что они собрались, чтобы обсудить сбор дани для монголов. Хотя Одиши и не находилось под властью монголов и Цотнэ ничего не угрожало, он принял решение присоединиться к заговорщикам и отправился в Ани. Чтобы добиться правды, монголы, сняв с князей одежду, обмазали их мёдом, связали руки и бросили на раскалённые солнцем камни. Цотнэ добровольно присоединился к пытаемым, что, согласно хронике, убедило монголов в невиновности заговорщиков.

## Причисление к лику святых
Цотнэ Дадиани был канонизован Грузинской православной церковью 26 октября 1999 года. День памяти 30 июля.

## Цотнэ в литературе
Цотнэ является главным героем третьей части «Исторической хроники XIII века» Григола Абашидзе «Цотнэ, или Падение и возвышение грузин» (1982).